# アナンタプラム県
アナンタプラム県（通称はアナンタプル）は、インドのアーンドラ・プラデーシュ州の内陸部にある県で、県都はアナンタプル（正式名称はアナンタプラム）。サティヤ・サイ・ババの寺がある。